# Dietrich Nikolaus Winkel
Dietrich Nikolauss Winkel (1780 - 28 septembre 1826) est l'inventeur du premier métronome fonctionnel.

## Biographie
Il est né à Amsterdam en 1780. En faisant des expériences avec les pendules, il découvre, en 1812, qu'un pendule peut émettre des battements réguliers s'il est chargé de chaque côté du pivot. Son idée, non protégée, est reprise en 1816 par Johann Nepomuk Mælzel, qui construit le métronome qui porte son nom, toujours utilisé de nos jours.